# Vitex gamosepala
Vitex gamosepala là một loài thực vật có hoa trong họ Hoa môi. Loài này được Griff. miêu tả khoa học đầu tiên năm 1854.